# (8747) Asahi
(8747) Asahi est un astéroïde de la ceinture principale.

## Description
(8747) Asahi est un astéroïde de la ceinture principale. Il fut découvert le 24 mars 1998 à Nanyo par Tomimaru Okuni. Il présente une orbite caractérisée par un demi-grand axe de 3,05 UA, une excentricité de 0,14 et une inclinaison de 12,2° par rapport à l'écliptique.

## Compléments